# Prusy-Boškůvky
Prusy-Boškůvky ist eine Gemeinde in Tschechien. Sie liegt fünf Kilometer südöstlich von Vyškov und gehört zum Okres Vyškov.

## Geographie

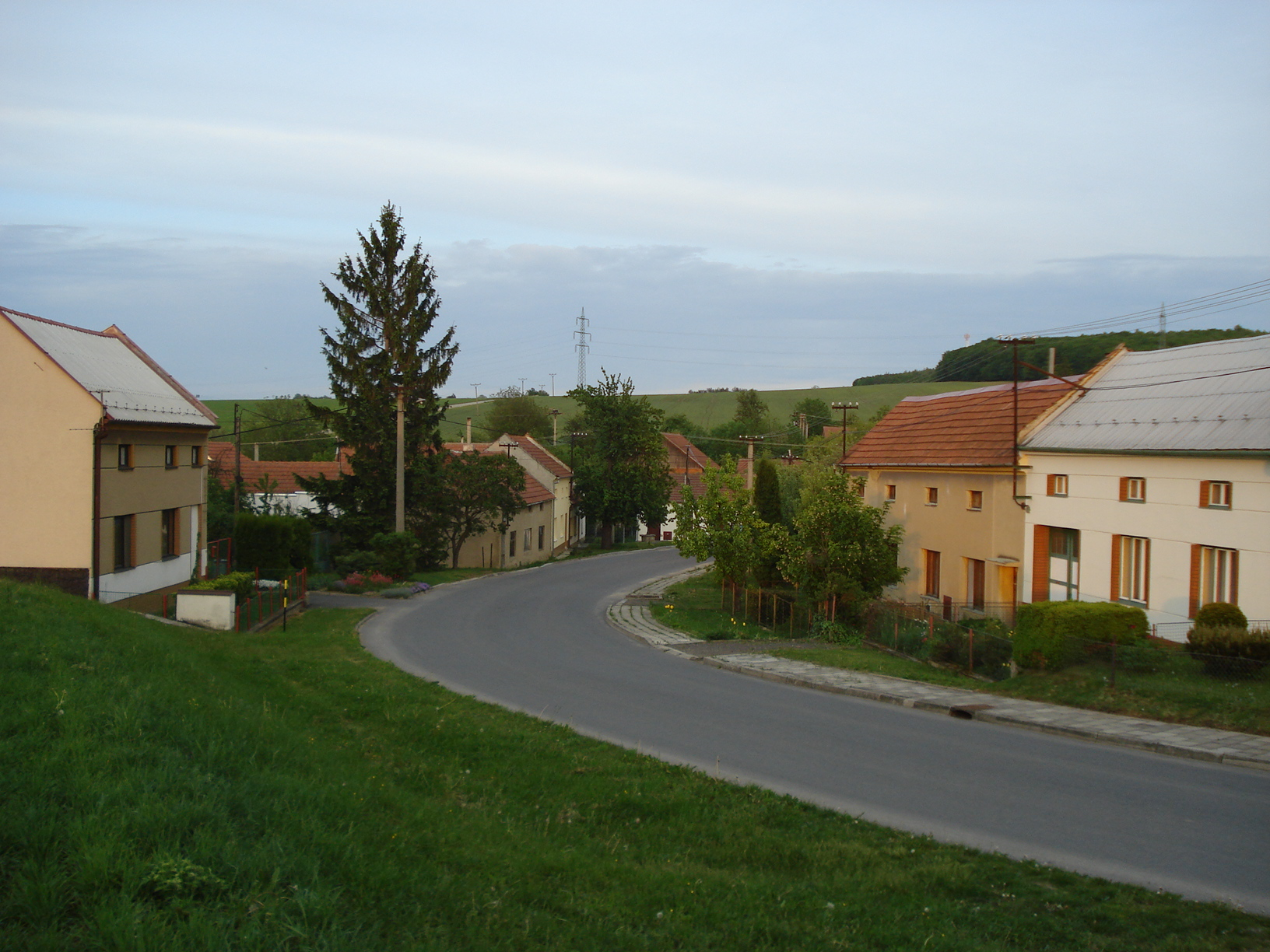
Boškůvky

Prusy-Boškůvky befindet sich am nordwestlichen Fuße der Litenčické vrchy in den Tälern der Bäche Pruský potok und Boškůvský potok. Gegen Norden fließt die Haná. Rechtsseitig des Flusses führt die Autobahn 1 vorbei, die nächste Abfahrt 236 liegt bei Ivanovice na Hané. Südlich erhebt sich die Lysá hora (361 m), im Südwesten der Holý kopec (Kahle Berg, 374 m) und westlich die Kopaniny (356 m). Nördlich liegt der Stauweiher Pruský rybník.
Nachbarorte sind Trpinka und Rybníček im Norden, Medlovice im Nordosten, Moravské Málkovice im Osten, Orlovice im Südosten, Pavlovice und Vážany im Süden, Terešov und Zouvalka im Südwesten, Nouzka im Westen sowie Brňany, Křečkovice und Topolany im Nordwesten.

## Geschichte

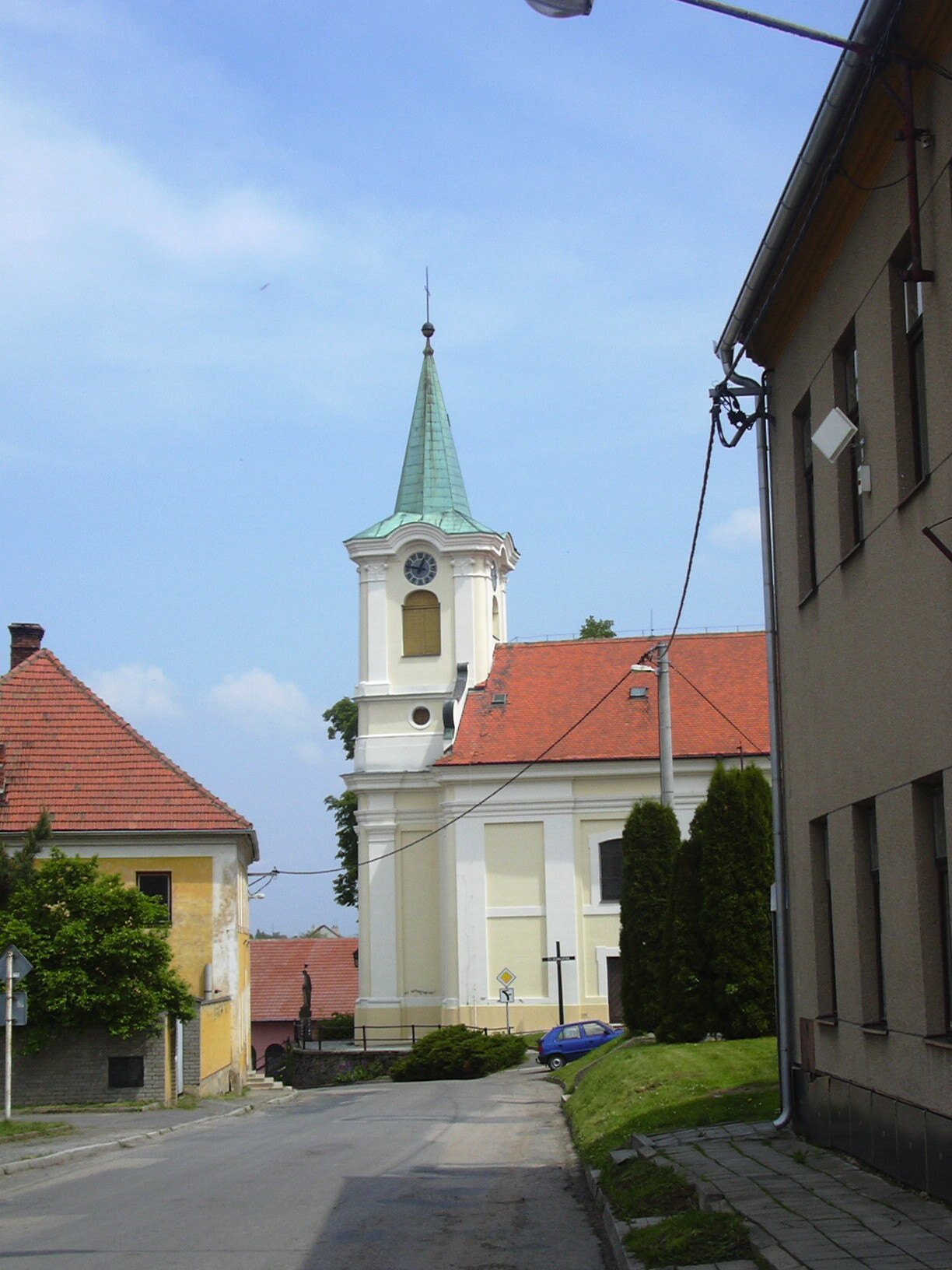
Kirche des hl. Georg

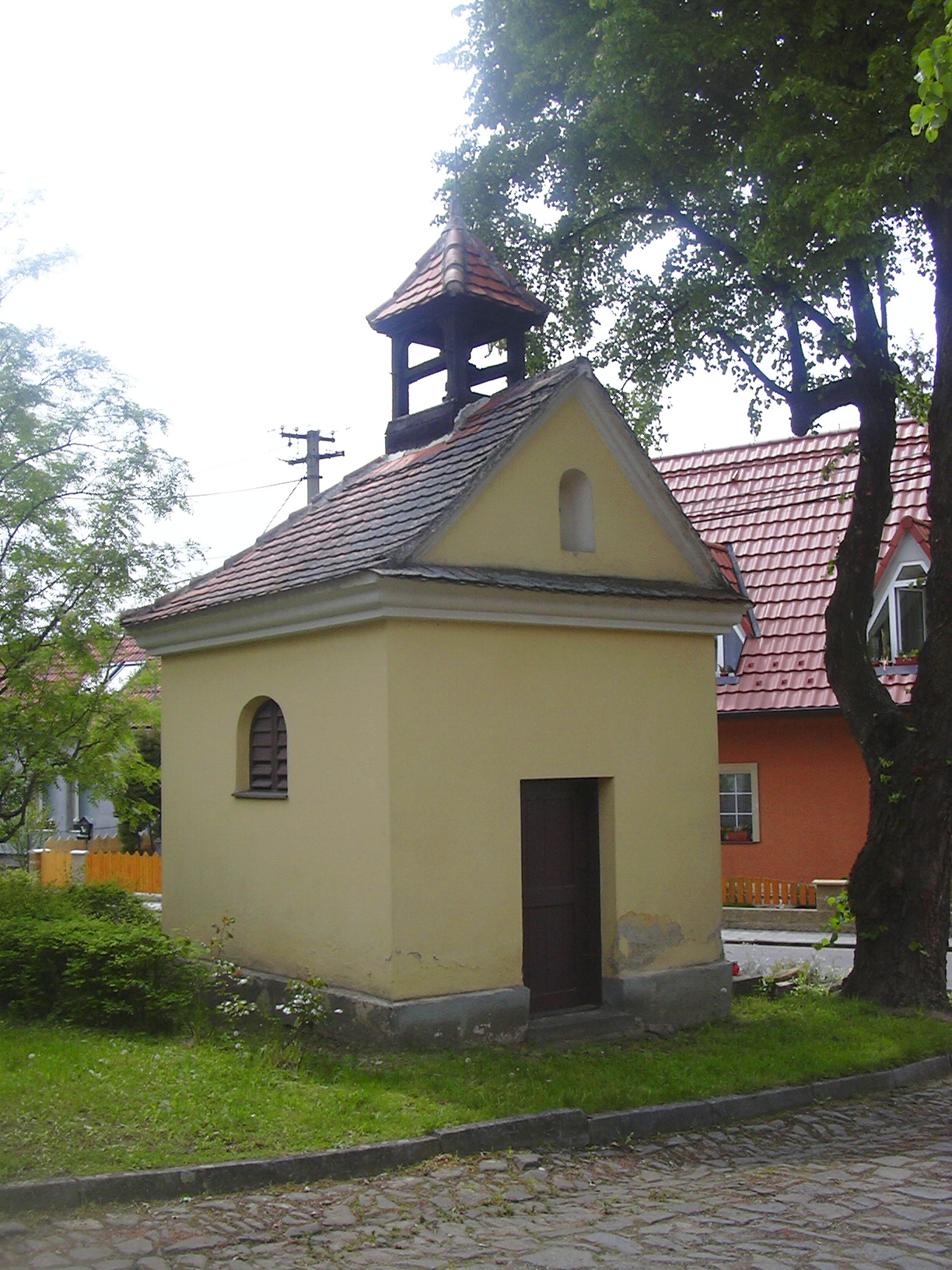
Glockenturm

Nach der Ortschronik soll in Moravské Prusy bereits seit 1052 ein Herrensitz bestanden haben. Die erste gesicherte Erwähnung des Dorfes und der Kirche erfolgte im Jahre 1349. Boškůvky ist seit 1373 nachweisbar. Obwohl die Besitzer beider Dörfer oftmals wechselten, gehörten Moravské Prusy und Boškůvky immer ein und denselben Grundherren. Im Jahre 1631 erwarb Leo Wilhelm von Kaunitz beide Dörfer und schlug sie seiner Herrschaft Austerlitz zu. Dieser blieben sie bis zur Mitte des 19. Jahrhunderts untertänig.
Nach der Aufhebung der Patrimonialherrschaften bildeten Moravské Prusy (mit Tlustomacek bzw. Zouvalka) und Boškůvky ab 1850 zwei Gemeinden in der Bezirkshauptmannschaft Wischau. Im Jahre 1960 wurde Zouvalka von Moravské Prusy nach Vyškov umgemeindet. 1964 erfolgte der Zusammenschluss der Gemeinden Moravské Prusy und Boškůvky zur Gemeinde Prusy-Boškůvky. Alle Einrichtungen der örtlichen Infrastruktur befinden sich im Ortsteil Moravské Prusy.
Seit 2017 gehört Zouvalka als Ortsteil zur Gemeinde.

## Gemeindegliederung
Die Gemeinde Prusy-Boškůvky besteht aus den Ortsteilen Boškůvky (Boskuwek), Moravské Prusy (Mährisch Pruß) und Zouvalka (Zowalka).

## Sehenswürdigkeiten
- Kirche des hl. Georg in Moravské Prusy, erbaut 1733 anstelle eines im Jahre 1700 niedergebrannten Vorgängerbaus
- Glockenturm auf dem Dorfanger von Boškůvky, erbaut vor 1750
- wüste Feste Moravské Prusy, auf einem Hügel südlich des gleichnamigen Ortsteiles; sie entstand wahrscheinlich um 1400 und erlosch in der Mitte des 16. Jahrhunderts. Im Jahre 1591 wurde sie als wüst bezeichnet.
- Naturdenkmal Zouvalka, südwestlich der Gemeinde

## Söhne und Töchter der Gemeinde
- Adolf Gajdoš (1884–1966), Schriftsteller, geboren in Moravské Prusy